# هكتور ماريني
هكتور ماريني هو لاعب هوكي الجليد كندي، ولد في 27 يناير 1957 في تيمينز في كندا.

## وصلات خارجية
- هكتور ماريني على موقع دوري الهوكي الوطني (الإنجليزية)
- هكتور ماريني على موقع EliteProspects.com (الإنجليزية)
- هكتور ماريني على موقع HockeyDB.com (الإنجليزية)
- هكتور ماريني على موقع Hockey-Reference.com (الإنجليزية)